# Carl Umrath
Carl Umrath (24. září 1846 Hausach – 27. března 1895 Praha) byl německý podnikatel působící v Praze, jedna z postav průmyslové revoluce v Čechách. Se svým otcem Wilhelmem byl spolumajitelem strojírny Umrath & Comp. v Praze-Bubnech vyrábějící zemědělské stroje.

## Život

### Mládí
Narodil se v Hausachu v Bádensku-Württembersku nedaleko Štrasburku do rodiny Wilhelma a Auguste (rozené Steinbeis) Umrathových. Jeho otec pocházel z Herbrechtigenu. Rodina byla evangelického vyznání, nejpozději od 60. let 19. století žila v Praze.

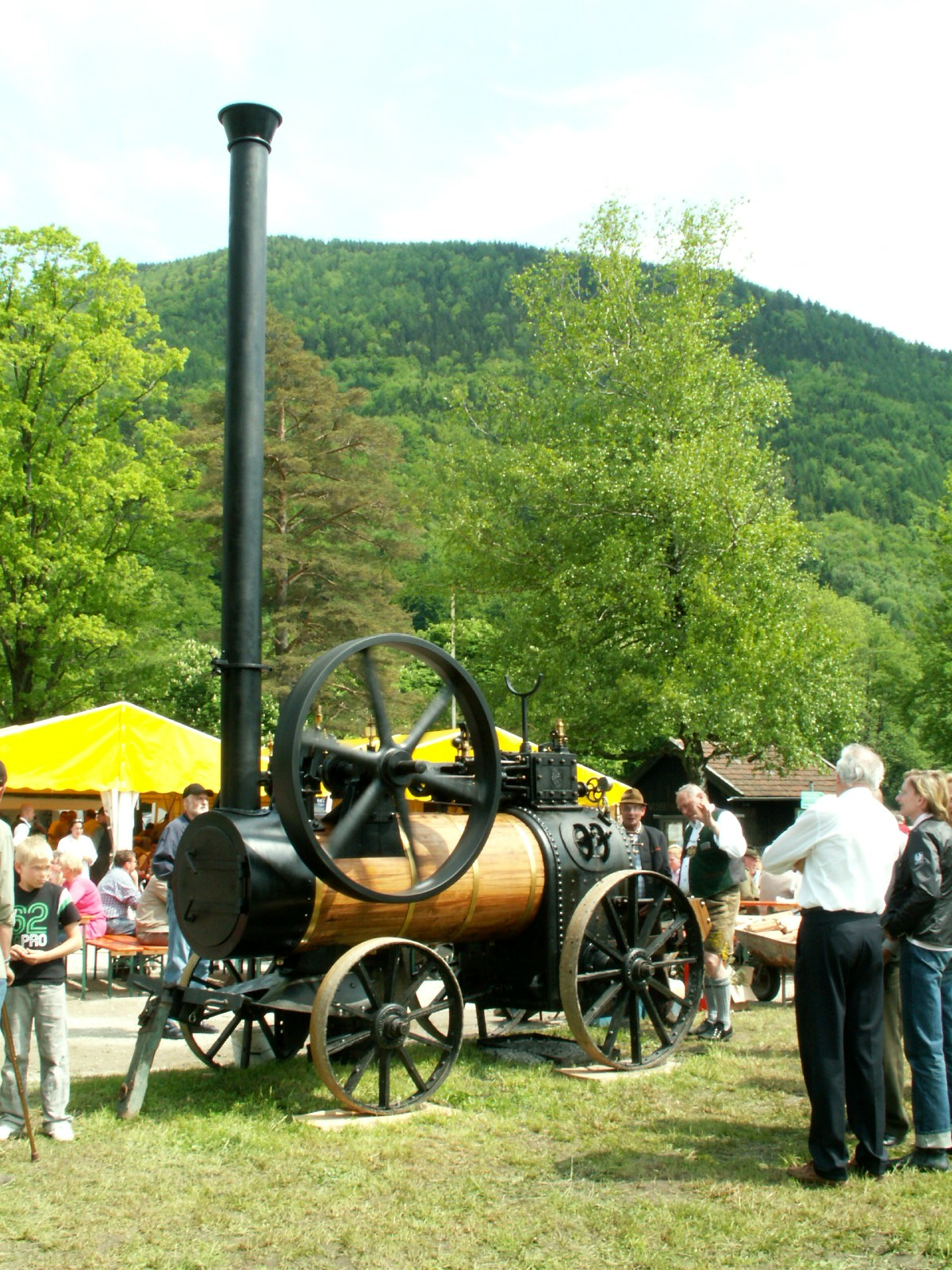
Pojízdný parní stroj vyrobený firmou Umrath & Comp. z roku 1908

### Umrath & Comp.
Jeho otec Wilhelm Umrath založil roku 1872 v Praze-Bubnech továrnu Umrath & Comp. na konstrukci a výrobu zemědělských strojů. Podnik produkoval žací a secí stroje, mlátičky, přibližně od 90. let 19. století také parní lokomobily, předchůdce traktorů se spalovacím motorem. Svou velikostí stejně jako profesionální pověstí se řadil k předním závodům v zemích Koruny České ve svém oboru, své produkty vyvážel do celého Rakouska-Uherska. Carl Umrath v pozdějších letech převzal od otce vedení podniku a stál ve vedení firmy až do konce svého života. S rodinou žil v domě č. 342/VII (dnes Dukelských hrdinů 342/1, Praha 7).

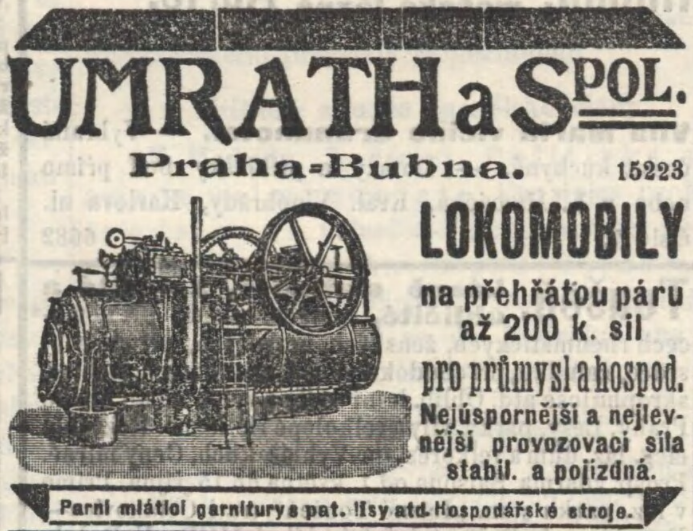
Reklama firmy Umrath a spol. (Národní listy, 1911)

### Jubilejní zemská výstava
V listopadu 1888 se Umrath stal členem výboru pro přípravu Jubilejní zemské výstavy v Praze, dalšími členy byli Richard Jahn, František Křižík, Emil Kubinzky, Václav Nekvasil, Josef Wohanka a hrabě Karl Max Zedtwitz. Bylo přijato rozhodnutí, že výstava se bude konat v roce 1891, na paměť stého výročí první průmyslové výstavy, a bude tedy nazývána „jubilejní“.

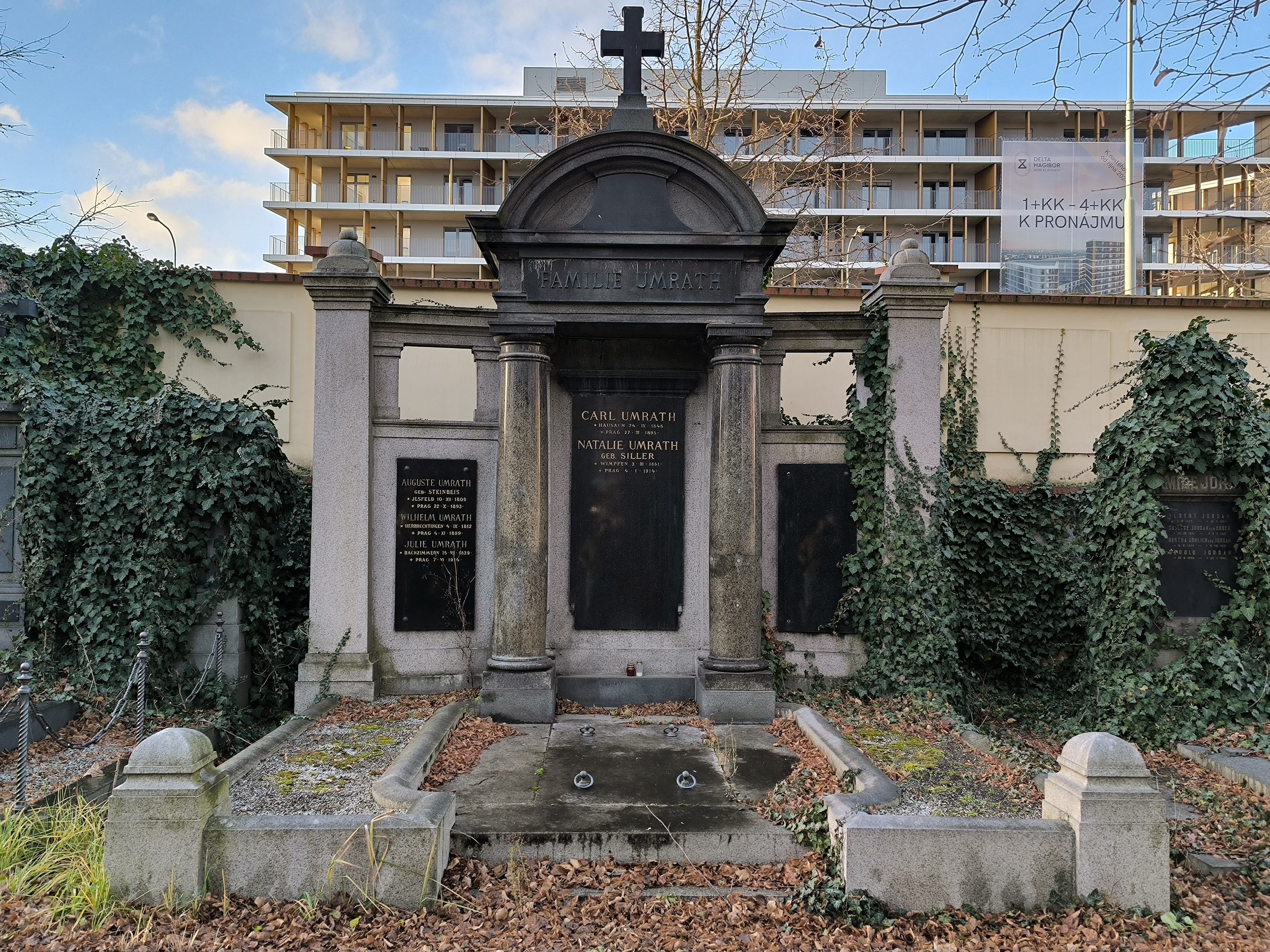
Hrobka rodiny Umrahtovy u zdi Evangelického hřbitova ve Strašnicích

### Úmrtí
Carl Umrath zemřel 24. března 1895 ve svém domě v Praze-Bubnech ve věku 49 let, na zánět slepého střeva. Byl pohřben v majestátní rodinné hrobce na Evangelickém hřbitově ve Strašnicích, spolu s ním zde byli pochováni i jeho otec, matka, manželka a sestra.

### Rodinný život
Carl Umrath byl ženatý s Natalií, rozenou Sillerovu (1851-1914), pocházející z německého Wimpfenu. Jejich syn Vilém Umrath (1873-??) po otcově smrti podnik převzal.
Roku 1920 podnik provedl fúzi se strojírnou Fr. Melichar z Brandýsa nad Labem založenou zde roku 1878 konstruktérem Františkem Melicharem, roku 1948 byl pak znárodněn.